# Kisko

Wappen der ehemaligen Gemeinde Kisko

Kisko [ˈkiskɔ] ist eine ehemalige Gemeinde im Südwesten Finnlands. Zum Jahresbeginn 2009 wurde sie in die Stadt Salo eingemeindet.
Kisko liegt im Südosten der Landschaft Varsinais-Suomi 25 Kilometer südöstlich der Kernstadt von Salo. Nach Turku sind es 75 Kilometer, in die Hauptstadt Helsinki 100. Die Gemeinde Kisko hatte eine Fläche von 284,42 km² (davon 32,57 km² Binnengewässer). Das Kirchdorf von Kisko liegt am Ufer des Sees Kirkkojärvi. Daneben gehören zum ehemaligen Gemeindegebiet die Dörfer Aijala, Hongisto, Honkapyöli, Jyly, Kajala, Kaukuri, Kavasto, Kurkela, Lappi, Leilä, Liuhto, Marttila, Metsola, Orijärvi, Sammalo, Sillanpää, Sorttila, Tieksmäki, Toija, Viiari, Vilikkala und Ylötkylä. In Orijärvi wurde früher Kupfer, in Aijala Silber gefördert. Die Einwohnerzahl der Gemeinde Kisko betrug zuletzt 1.828. Die Gemeinde war einsprachig finnischsprachig.
Die Kirche von Kisko ist ein hölzerner Bau aus dem Jahr 1810. Angeschlossen ist eine steinerne Sakristei, die auf das Mittelalter zurückgeht. Sie wurde Anfang des 16. Jahrhunderts erbaut und gehörte ursprünglich zu einer mittelalterlichen Holzkirche, die im 18. Jahrhundert abgerissen wurde.
Das zu Kisko gehörige Dorf Toija erlange durch eine die – nicht ganz unumstrittene – Theorie des Italieners Felice Vinci Bekanntheit, laut der die Epen Homers tatsächlich in Skandinavien stattgefunden hätten. Vinci setzte dabei das antike Troja mit Toija gleich.
Die erste urkundliche Erwähnung von Kisko stammt aus dem 14. Jahrhundert. Im selben Jahrhundert entstand am Ostufer des Kirkkojärvi die Burg Haapalinna. Als politische Gemeinde existiert Kisko seit 1867. Zum Jahresbeginn 2009 wurde Kisko zusammen mit den acht Gemeinden Halikko, Kiikala, Kuusjoki, Muurla, Perniö, Pertteli, Särkisalo und Suomusjärvi nach Salo eingemeindet.

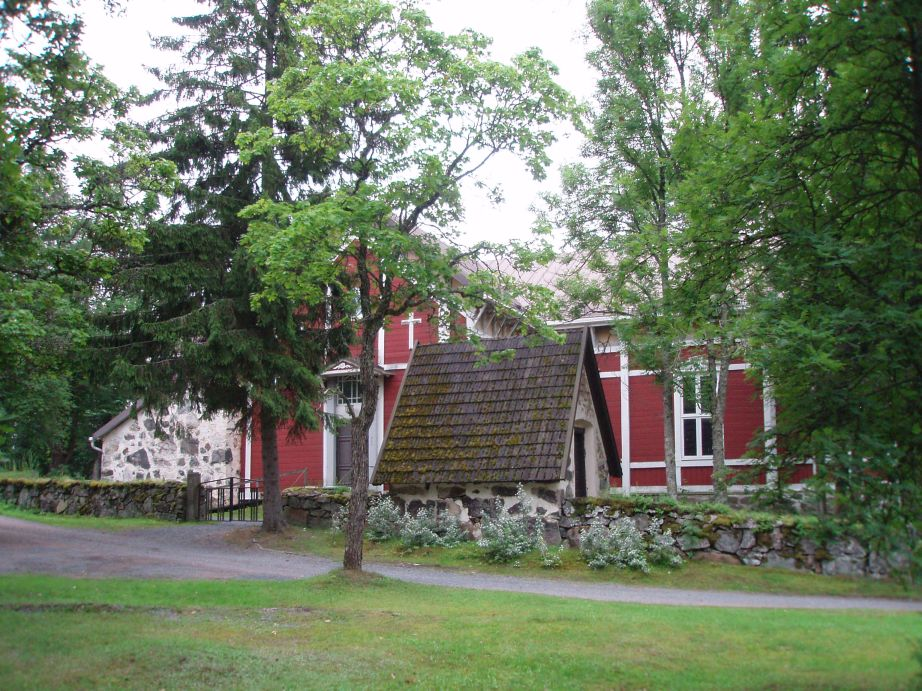
Die Kirche von Kisko